# Calle 42–Bryant Park (línea de la Sexta Avenida)
La Calle 42–Bryant Park es una estación en la línea de la Sexta Avenida del Metro de Nueva York de la B del Independent Subway System (IND). La estación se encuentra localizada en Midtown Manhattan entre la Calle 42 y la Avenida de las Américas. La estación es servida por varios trenes todo el tiempo por los servicios , ,  y .
Un pasaje que conecta la 5ª Avenida – Bryant Park en la línea Flushing no estaba anteriormente, pero decidió darle a los pasajeros un boleto de transferencia entre las dos estaciones. El pasaje fue completado en 1968, y todo el complejo de la estación fue renovado en 1998.

## Enlaces externos

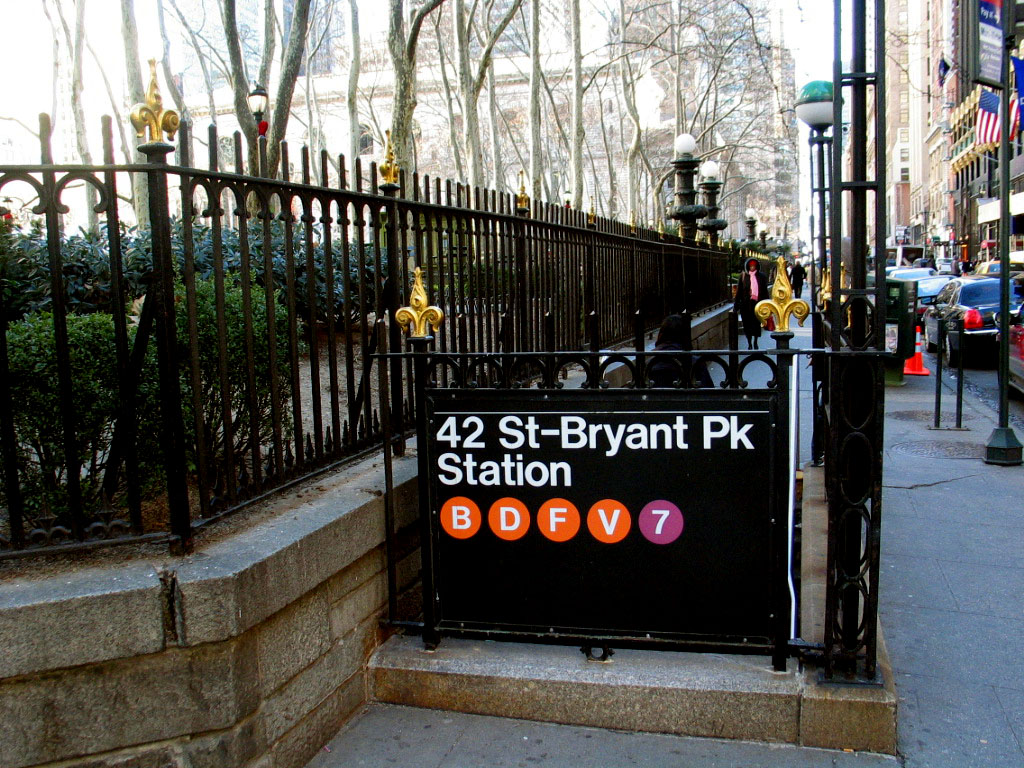
Entrada.